# ポプコン・スーパー・セレクション あみん ベスト
『ポプコン・スーパー・セレクション あみん ベスト』は、あみんのベスト・アルバム。2003年3月26日発売。発売元はキングレコード。規格品番はKICS-2403。

## 解説
音楽コンテスト、ヤマハポピュラーソングコンテスト（略称「ポプコン」）絡みでレコード・デビューをした歌手の代表曲を、歌手・グループごとにまとめた廉価版CD企画「ポプコン・スーパー・セレクション」シリーズの1作。女性デュオのあみんが1980年代に発表した全楽曲から選曲されたベスト・アルバムである。本アルバム発売年である2003年は、1983年の活動停止から20周年を迎えた時期にあたる。そののち、2007年からオリジナルメンバーの二人（岡村孝子、加藤晴子）で活動を再開した。
あみん時代に岡村孝子が作詞・作曲を手がけたオリジナル楽曲はすべて収録された。ただし、デビュー曲「待つわ」（1982年7月21日発売：7PL-91）のアルバム・バージョン（『P.S. あなたへ…』収録、1983年4月25日発売：28PL-53）は未収録。シングル・バージョンのみが収められている。ほか、全4枚のシングルレコードA面曲・B面曲が網羅された。カバー・アルバム『メモリアル』（1983年12月20日発売：28PL-72）からも選曲されている。
ディスクジャケット写真はモノクロームの肖像である。歌詞ブックレットの冒頭にはライナーノーツと、裏表紙に「ポプコン・スーパー・セレクション」シリーズの作品一覧を掲載。

## 収録曲
1. 待つわ（シングル・バージョン）（4:24）
  - 作詞・作曲: 岡村孝子、編曲: 萩田光雄
2. 琥珀色の想い出（3:47）
  - 作詞・作曲: 岡村孝子、編曲: 萩田光雄
3. ペパーミントの香り（3:40）
  - 作詞・作曲: 岡村孝子、編曲: 萩田光雄
4. ごめんね（3:14）
  - 作詞・作曲: 岡村孝子、編曲: 萩田光雄
5. おやすみ（3:57）
  - 作詞・作曲: 岡村孝子、編曲: 萩田光雄
6. 届かない心（3:53）
  - 作詞・作曲: 岡村孝子、編曲: 萩田光雄
7. 心こめて 愛をこめて（4:03）
  - 作詞・作曲: 岡村孝子、編曲: 萩田光雄
8. 来夢来人（4:33）
  - 作詞・作曲: 大友裕子、編曲: 平野孝幸
9. 冬（3:32）
  - 作詞: 戸次真理子、作曲: 木戸泰弘、編曲: 萩田光雄
10. あの日の風景（4:13）
  - 作詞・作曲: 岡村孝子、編曲: 萩田光雄
11. Lover My Love（5:05）
  - 作詞・作曲: 岡村孝子、編曲: 萩田光雄
12. つくり笑い（3:40）
  - 作詞・作曲: 岡村孝子、編曲: 萩田光雄
13. 潮の香りの中で（4:49）
  - 作詞・作曲: 岡村孝子、編曲: 萩田光雄
14. 白いページの中に（4:53）
  - 作詞・作曲: 柴田まゆみ、編曲: 瀬尾一三
15. 未知標（4:35）
  - 作詞・作曲: 岡村孝子、編曲: 萩田光雄
16. あなたへ（3:44）
  - 作詞・作曲: 岡村孝子、編曲: 萩田光雄

## 関連作品
- P.S. あなたへ… - M-1（シングル・バージョンは未収録）・2・3・4・6・9・12・13
- メモリアル - M-8・14
- DO MY BEST（岡村孝子の20周年記念ベスト・アルバム） - M-1・2
- P.P.S あなたへ… - 本アルバム収録曲すべて収録（リマスタリング音源）